# 4453 Bornholm
A 4453 Bornholm (ideiglenes jelöléssel 1988 VC) a Naprendszer kisbolygóövében található aszteroida. Poul Jensen fedezte fel 1988. november 3-án.